# Wyścig San Marino WTCC
Wyścig San Marino WTCC – runda World Touring Car Championship rozegrana w 2005 na torze Autodromo Enzo e Dino Ferrari w mieście Imola we Włoszech. Zorganizowano ją jako dopełnienie Wyścigu Włoch, który odbył się wtedy na Monzy. Na Imoli odbywało się także Grand Prix San Marino Formuły 1; mimo że tor znajduje się we Włoszech, rundę WTCC nazwano właśnie Wyścigiem San Marino. Imola gościła także Wyścig Europy w sezonie 2008 i Wyścig Włoch w sezonie 2009.

## Zwycięzcy
| Sezon | Kierowca                      | Samochód       | Zespół                 | Lokalizacja | Wyniki |
| ----- | ----------------------------- | -------------- | ---------------------- | ----------- | ------ |
| 2005  | Wyścig 1: Fabrizio Giovanardi | Alfa Romeo 156 | Alfa Romeo Racing Team | Imola       | Wyniki |
| 2005  | Wyścig 2: Dirk Müller         | BMW 320i       | BMW Team Deutschland   | Imola       | Wyniki |